# Condado de Stoddard
El condado de Stoddard (en inglés: Stoddard County), fundado en 1835, es uno de 114 condados del estado estadounidense de Misuri. En el año 2008, el condado tenía una población de 29,537 habitantes y una densidad poblacional de 14 personas por km². La sede del condado es Bloomfield. El condado recibe su nombre en honor al comandante Amos Stoddard.

## Geografía
Según la Oficina del Censo, el condado tiene un área total de 2147 km² (829 mi²), de la cual 2142 km² (827 mi²) es tierra y 5 km² (1,9 mi²) (0.22%) es agua.

### Condados adyacentes
- Condado de Bollinger (norte)
- Condado de Cape Girardeau y el condado de Scott (este)
- Condado de Nueva Madrid (sur)
- Condado de Butler (suroeste)
- Condado de Wayne (noroeste)

## Demografía
Según la Oficina del Censo en 2000, los ingresos medios por hogar en el condado eran de $33,120, y los ingresos medios por familia eran $41,072. Los hombres tenían unos ingresos medios de $26,514 frente a los $17,778 para las mujeres. La renta per cápita para el condado era de $18,003. Alrededor del 16.50% de la población estaban por debajo del umbral de pobreza.

## Transporte

### Carreteras principales
- U.S. Route 60
- Ruta 25
- Ruta 51
- Ruta 153

## Localidades
| - Advance - Baker - Bell City | - Bernie - Bloomfield - Brownwood | - Dexter - Dudley - Essex | - Grayridge - Guam - Idalia | - Leora - Painton - Penermon | - Puxico - Powe |